# 이나다 에쓰코
이나다 에츠코 (稲田 悦子, いなだ えつこ, 1924년 2월 8일 ~ 2003년 7월 8일)는 일본의 여성 피겨스케이팅 선수이자 코치이다. 1936년 가르미슈파르텐키르헨 동계올림픽 피겨스케이팅 여자 싱글에 출전했다. 전쟁 후에는 일본 여자 피겨스케이팅 선수권에서 총 7관왕을 달성했다. 오사카부 오사카시 출신이며 바이카 여자 고등학교 (현 바이카 고등학교) 동문이다.

## 생애

### 소학교 시절 올림픽 출전
1924년 오사카에서 이나다 시계점의 막내딸로 태어났다. 1932년 여덟 살이 되면서 나가이 야스미 코치에게 스케이팅을 배우기 시작했다. 1935년 제6회 전일본 피겨스케이팅 선수권 여자 싱글 부문에서 우승하여 초대 선수권자가 되었다.
1936년 1월 베를린에서 열린 유럽 피겨스케이팅 선수권에 참가해 아돌프 히틀러 총통의 악수를 받기도 했다.
같은 해 2월 독일 가르미슈파르텐키르헨에서 열린 1936년 동계 올림픽에 12세의 나이로 출전했다. 이는 2014년 현재 올림픽 일본인 최연소 출전 기록 (동하계 포함)일 뿐만 아니라, 제2차 세계 대전 이전 동계 올림픽에 참가한 유일한 일본 여자 선수였다는 점 등의 역사적인 출전이었기 때문에, 일본의 여자 피겨스케이팅을 개척해낸 선수 중 한 명으로 널리 알려져 있다. 이 대회에서는 흰 옷에 붉은 카네이션을 부착한 의상을 입고 독일 군대 행진곡에 맞춰 연기하여 인기를 끌었다. 성적은 총 26명 중 10위에 그쳤지만 이 대회로 3관왕을 장식한 소냐 헤니 선수는 "머지않아 반드시 이나다 선수의 시대가 올 것"이라고 말했다. 이나다는 헤니의 연습 장면을 보고 동경하여 그해 말에 오슬로에 있는 헤니의 집으로 찾아가기도 했다. 한편 이 대회에 함께 출전했던 스피드 스케이팅 선수 난도 쿠니오와 함께 경기에 관람하러 와 있던 아돌프 히틀러와 악수를 하기도 했다. 개막식 때에는 이나다를 보고 "저 소녀는 뭘 하길래 여기 와 있는 건가?"라고 측근에게 묻기도 했다.
올림픽이 끝난 후 3월에는 파리에서 열린 세계 피겨스케이팅 선수권에 출전하여 10위를 기록했다.
다음 해인 1937년부터 1941년까지는 일본 선수권 여자 싱글 부문에서 5연패 신기록을 달성했다. 1938년에는 하시모토 구니히코가 이나다의 활약을 기려 행진곡 <즐거운 스케이터>를 작곡, 월터 페터스가 작곡한 왈츠 <떠오르는 태양>과 함께 녹음되어 빅터 레코드로 발매됐다.
1940년 삿포로 동계 올림픽의 유력 선수로 거론되었다. 그러나 중일 전쟁이 장기화되고 국제여론이 악화되면서 일본이 1938년에 올림픽 개최권을 반납하면서, 두번째 올림픽 대회 출전의 기회는 사라지게 되었다.
바이카 여자고등학교를 졸업한 뒤에는 전문학교에서 영어를 배웠다. 제2차 세계 대전 도중에는 만주로 위문을 가 얼어붙은 강 위에서 스케이트를 탔다고 전해진다. 1945년 일본이 항복을 선언하고 전쟁이 끝났을 때 나라현으로 집을 옮겼고 그 다음 해에는 결혼하여 가정을 꾸렸다.

### 전쟁 후
전쟁이 끝난 후 1949년에는 선수로 복귀하게 됐지만 사생활에서는 이혼을 겪었다. 1951년에는 전일본 선수권 여자 싱글 7번째 우승을 장식하여 이탈리아에서 열린 세계 피겨스케이팅 선수권에 아리사카 류스케와 함께 공동으로 출전했다. 일본 대표로는 15년 만의 일이었다. 그러나 경기를 치룰 때 스타킹을 남성용 모모히키 (잠방이)로 대신하는 등의 우여곡절을 겪고 음악 선곡도 세계의 흐름에 뒤처져 총 23명 중 21위로 좋은 결실을 거두지는 못했다.
이후 1952년에는 현역에서 은퇴하고 코치로서의 역할에 매진하여, 선수 지도자로서 우에노 쥰코, 이시다 하루코, 후쿠하라 미와 등의 선수를 기른다. 일본 황족에게 피겨스케이팅 교육을 지도하기도 했다. 한편 도쿄와 아오야마에 부티크를 개업하기도 했다.
이나다는 "올림픽에 참가하는 것에 의의를 둔다는 것은 거짓말. 한 번뿐인 실전 찬스를 성공시켜 1위가 되지 않으면 안된다"는 말을 남기기도 했으며 평생의 신념은 "세계 제일이 되기 위해서 노력, 노력, 노력하자"였다고 한다.
2003년 7월 8일 지바시의 한 병원에서 위암으로 사망했다. 향년 79세. 쓰키지혼간지에서 열린 장례식에는 이나다가 황족에게 피겨스케이팅을 지도한 인연도 있었기에, 덴노 황후를 비롯해 많은 황족이 참석하여 헌화하기도 했다.
나카니시 레이의 소설 <테루테루보즈의 테루코 씨> (신쵸사)에 등장하는 피켜스케이팅 코치는 이나다 선수를 모델로 삼았다.
이를 원작으로 2003년 하반기에 방영된 NHK 연속 테레비 소설 <테루테루 가족>에서는 이시노 요코가 이나모토 에이코 역을 맡았다.

## 출전 기록
| 대회 연도          | 1933-34 | 1934-35 | 1935-36 | 1936-37 | 1937-38 | 1938-39 | 1939-40 | 1940-41 | 引退 | 1948-49 | 1949-50 | 1950-51 | 1951-52 |
| ------------------ | ------- | ------- | ------- | ------- | ------- | ------- | ------- | ------- | ---- | ------- | ------- | ------- | ------- |
| 동계 올림픽        |         |         | 10      |         |         |         |         |         |      |         |         |         |         |
| 세계선수권         |         |         | 10      |         |         |         |         |         |      |         |         | 21      |         |
| 유럽 선수권        |         |         | 9       |         |         |         |         |         |      |         |         |         |         |
| 일본 선수권        |         | 1       |         | 1       | 1       | 1       | 1       | 1       |      |         |         | 1       |         |
| 국민체육대회       |         |         |         |         |         |         |         |         |      | 1       |         | 1       | 1       |
| 일본 주니어 선수권 | 1       |         |         |         |         |         |         |         |      |         |         |         |         |